# Schefflera siamensis
Schefflera siamensis là một loài thực vật có hoa trong Họ Cuồng cuồng. Loài này được W.W.Sm. ex Craib miêu tả khoa học đầu tiên năm 1918.